# Lugduname
Lugduname (De llatí Lugdúnum nom romà de Lió) és un dels més potents agents edulcorants coneguts. El Lugduname ha estat estimat entre 220.000 i 300.000 vegades més dolç que la sacarosa (sucre de taula), amb les variacions entre estudis. Va ser desenvolupat a la Universitat de Lió, França durant 1996. El Lugduname és part d'una família de potents endolcidors que conté grups funcionals d'àcid acètic units a la guanidina. No ha estat aprovat per ús en menjars.